# Ministerio de Planeamiento
El Ministerio de Planeamiento de Argentina fue una cartera de la Administración Pública Nacional de efímera existencia. Creado en 1976, preparó para la dictadura un plan político de corte desarrollista denominado «Proyecto Nacional», el cual fue prontamente rechazado el sector liberal del régimen. El ministerio fue disuelto en 1978.

## Historia
Fue creado por Ley N.º 21 431 sancionada y promulgada el 29 de septiembre de 1976 por el presidente de facto Jorge Rafael Videla (publicada el 6 de octubre del mismo año). Esta decisión respondía a la necesidad del gobierno de lograr una cohesión interna en el seno el Estado después de la división del mismo entre el Ejército, la Armada y la Fuerza Aérea. Por lo mismo, la nueva cartera debía hacer puente entre la Junta Militar, el PEN y los Estados Mayores Generales de las Fuerzas Armadas. Planeamiento se compuso por dos Secretarías: Planeamiento y Proyecto Nacional.
El 25 de octubre, asumió la titularidad del ministerio el general de brigada Ramón Genaro Díaz Bessone, un militar perteneciente al ala dura que había sido comandante del II Cuerpo de Ejército.
El ministerio de Díaz Bessone redactó un plan político para el Proceso de Reorganización Nacional, denominado «Proyecto Nacional». Los postulados de ese Proyecto buscaban la fundación de un nuevo país, con una «nueva Generación del 80». Esto recibió un fuerte apoyo por parte el sector duro de las Fuerzas Armadas, por medio un documento escrito por el general de brigada Jorge Olivera Róvere. La Junta aprobó el proyecto en agosto de 1977.
Sin embargo, los pensamientos de Díaz Bessone en el aspecto económico chocaron con la política del ministro José Alfredo Martínez de Hoz. En efecto, el Proyecto Nacional fue duramente criticado por los secretarios de los Comandos en Jefe, indicando que no se identificaba con la política económica a implementar. Díaz Bessone terminó renunciando el 30 de diciembre de 1977; fue reemplazado interinamente por el general de división Albano Harguindeguy hasta el 18 de enero de 1978, cuando asumió el cargo el general de división Carlos Laidlaw.
Laidlaw dimitió el 30 de octubre de 1978 y, por Ley N.º 21 909 del 6 de diciembre (publicada el 14), Videla derogó la Ley N.º 21 431 y dispuso la sustitución del Ministerio de Planeamiento por la Secretaría de Planeamiento, en la órbita de la Presidencia de la Nación.